# Антея (митология)
Вижте пояснителната страница за други значения на Антея.
Антея или Стенебоя (на гръцки: Ἄντεια, Antea, Anteia, Anteia; или Stheneboia, Stheneboea Σθενέβοιαm) в гръцката митология e съпруга на цар Прет от Тиринт. Тя е дъщеря на цар Йобат в Ликия в Мала Азия през 14 век пр.н.е. При Еврипид тя се казва Стенебоя.
Нейният баща приема Прет, избягал от брат му близнак Акрисий от Аргос.
Антея се омъжва за Прет и има три дъщери Ифиноя (майка на Дедал), Лисипа и Ифианаса, и един син, Мегапент.
Антея се влюбва в младия Белерофонт, който отишъл на гости при тях, но той отхвърлил любовта ѝ. Пренебрегната тя го наклеветила. Tой е изгонен от двореца и изпратен с писмо, в което се иска неговото убийство, при Йобат в Ликия.
Дъщерите на Антея и Прет сгрешили пред Хера или Дионисий и изпаднали в безумие, но Мелампод ги излекувал.